# Æthelberht (Hwicce)
Æthelberht (auch Ædilberht, Æðelberht, Æþelberht, Ethelber) war ein angelsächsischer König der Hwicce im frühen 8. Jahrhundert.

## Leben
Æthelberht war wahrscheinlich ein Sohn und Nachfolger des Königs Oshere. Einige Historiker gehen davon aus, dass die Brüder Æthelheard, Æthelweard, Æthelric und Æthelberht gemeinsam regierten.
Die wenigen bekannten Fakten seines Lebens ergeben sich aus Urkunden, die er ausstellte oder als Zeuge unterschrieb: 692 unterzeichneten Æðilheard, Æðilweard, Æðelberht und Æðelric eine Landschenkung Æthelred von Mercias an den Mönch Oslaf. Im Jahr 693 bezeugten die vier Brüder, dass Oshere „zur Erlösung seiner Seele“ Cuthswith oder Cuthswitha (bezeugt 693–703), der Äbtissin von Penintanham (wahrscheinlich Kloster Inkberrow, Diözese Worcester), Land überließ. Æthelberhts Todesdatum ist unbekannt.